# NGC 5882
NGC 5882 es una nebulosa planetaria en la constelación de Lupus. Fue descubierta en 1834 por John Herschel.
Imágenes obtenidas con el Telescopio Espacial Hubble y el Telescopio de Nueva Tecnología  (NTT) muestran como NGC 5882 parece estar formada por una envoltura interna elíptica brillante rodeada por una envoltura externa esférica más débil de un diámetro aproximado de 15 arcsec. La superficie del borde interior parece estar formado por varias estructuras parecidas a una burbuja. La estrella central no está en el centro de simetría sino desplazada hacia su lado occidental, lo que puede deberse a inestabilidad en el proceso de pérdida de masa y/o a la interacción con una estrella acompañante.